# Матвієнко Оникій Матвійович
Оникій Матвійович Матвієнко (17 листопада 1899 с. Кичкирі, нині — Радомишльський район Житомирська область — 22 вересня 1938, м. Київ) — український мовознавець. Брат Матвієнко Єлизавети Матвіївни.

## Біографічні відомості
Народився в селянській родині. Закінчив сільську ЦПШ і Ставецьку двокласну земську школу. У 1922—1923 роках брав участь у створенні сільського комнезаму.
1927 року закінчив лінгвістично-літературний відділ факультету профосвіти Харківського інституту народної освіти.
1930—1935 — аспірант (навчався у К. Т. Німчинова), науковий співробітник Харківського філіалу Інституту мовознавства АН УРСР і викладач Харківського університету.
З 1935 — науковий співробітник відділу сучасної української мови Інституту мовознавства і доцент кафедри мовознавства Київського університету.
Незаконно репресований. Заарештований 11 червня 1938. Розстріляний 22 вересня 1938 року у м. Києві у Биківні.
Реабілітований 1967.

## Науковий доробок
Досліджував проблеми синтаксису, стилістики української мови.
Праці
- «Присудки на -но,-то і -ний, -тий в українській мові» (1929),
- «Стилістичні паралелі (проти пуризму)» (1932).